# آتیلیو گالاسینی
آتیلیو گالاسینی (انگلیسی: Attilio Galassini; ۲۲ مهٔ ۱۹۳۳ – ۱ مهٔ ۲۰۰۲) بازیکن فوتبال اهل ایتالیا بود.
از باشگاه‌هایی که در آن بازی کرده‌است می‌توان به باشگاه فوتبال هلاس ورونا، باشگاه فوتبال آ.اس. رم، و باشگاه ورزشی لاتزیو اشاره کرد.